# Ernst Friedrich von der Heyden
Ernst Friedrich von der Heyden (* 1704 in der Neumark; † 1772) war ein preußischer Oberst und Regimentschef.

## Leben
Heyden trat 16-jährig ins Infanterieregiment von Finck (Nr. 12) ein. Im Dezember 1742 avancierte er zum Hauptmann und wurde am 28. Oktober 1756 zum Oberstwachtmeister befördert. Unter General Wunsch stieg Heyden, der inzwischen Oberstleutnant war, im Mai 1764 zum Oberst auf. Der König trug Heyden im Januar 1767 das Berliner Landregiment auf, welches vorher bei Christian Ernst Emanuel von Lembcke war. Heyden wollte dem mit nur 14 Talern monatlichem Salär bedachten Posten mit Verweis auf seine 47 Dienstjahre eine Demission mit Pension vorziehen, worin der König aber nicht einwilligte. So musste Heyden am 14. Januar 1767 das Berliner Landregiment übernehmen. Am 9. März wandte sich Heyden noch einmal an den König und bat um seinen Abschied, da der Posten keineswegs auskömmlich sei. Daraufhin gewährte ihm der Friedrich II. einen jährlichen Zuschlag von 150 Talern, was noch immer deutlich unterhalb der von Heyden zu erwartenden rangbezogenen Pension lag. Schließlich durfte er am 27. April 1767 das Regiment an Johann Sylvius von Rothkirch übergeben und wurde als Nachfolger von August Friedrich Marschall von Bieberstein, Inhaber des Garnisonsregiment Nr. 3, welches nach ihm im Juni 1772 der nicht mehr feldverwendungsfähige Oberst Vietinghoff übernahm.